# Биксты (станция)
Би́ксты (латыш. Biksti) — станция на железнодорожной линии Елгава — Лиепая в Бикстской волости Добельского края Латвии.

## История
Станция была открыта 10 октября 1927 года на участке железнодорожной линии Лиепая — Глуда. В 1932 году по типовому проекту архитектора Я. Шарлова было построено двухэтажное каменное станционное здание, сохранившееся до наших дней.